# Diamonds (Rihanna sang)
"Diamonds" er titlen på den første single fra den barbadianske sangerinde Rihannas syvende studiealbum Unapologetic. Sangen er skrevet af Sia Furler og Benjamin Blanco, sammen med StarGate.

## Hitlister
| Hitliste (2012)                                  | Højeste placering |
| ------------------------------------------------ | ----------------- |
| Australien (ARIA)                                | 6                 |
| Østrig (Ö3 Austria Top 40)                       | 1                 |
| Belgien (Ultratop 50 Flanderen)                  | 3                 |
| Belgien (Ultratop 50 Vallonien)                  | 2                 |
| Brasilien (Billboard Hot Pop Songs)              | 2                 |
| Canada (Canadian Hot 100)                        | 6                 |
| Tjekkiet (IFPI)                                  | 32                |
| Danmark (Track Top-40)                           | 1                 |
| Frankrig (SNEP)                                  | 1                 |
| Tyskland (Official German Charts)                | 1                 |
| Grækenland Digital Sange (Billboard)             | 4                 |
| Ungarn (Rádiós Top 40)                           | 18                |
| Irland (IRMA)                                    | 2                 |
| Japan (Billboard Japan Hot 100)                  | 31                |
| Luxembourg (Billboard)                           | 4                 |
| Holland (Single Top 100)                         | 3                 |
| New Zealand (RIANZ)                              | 3                 |
| Norge (VG-lista)                                 | 1                 |
| Portugal (AFP)                                   | 2                 |
| Skotland (Official Charts Company)               | 1                 |
| Slovakiet (Rádio Top 100 Oficiálna)              | 5                 |
| Spanien (PROMUSICAE)                             | 7                 |
| Sverige (Sverigetopplistan)                      | 2                 |
| Storbritannien R&B (Official Charts Company)     | 1                 |
| Storbritannien Singles (Official Charts Company) | 1                 |
| USA Billboard Hot 100                            | 4                 |
| USA Mainstream Top 40 (Billboard)                | 9                 |
| USA Hot R&B/Hip-Hop Songs (Billboard)            | 1                 |
| USA Adult Top 40 (Billboard)                     | 5                 |